# حدود البقارة (رخية)
'

تعديل مصدري - تعديل

خدود البقارة هي إحدى قرى عزلة رخية بمديرية رخية التابعة لمحافظة حضرموت، بلغ تعداد سكانها 66 نسمة حسب تعداد اليمن لعام 2004.